# مصطفى زماني
مصطفى زماني (21 يونيو 1982 -)، ممثل إيراني.

## عن حياته
ولد في مدينة فريدون كنار شمال إيران. بدأ في التمثيل لأول مرة في مسلسل يوسف الصديق العمل التاريخي الذي أنتج عام 2008 والذي استغرق كتابة السيناريو فيه أربع سنوات وشارك فيه 20 باحثاً في المادة التاريخية وكانت خلاصته 1800 صفحة من المعلومات الأدبية والتاريخية وكان دوره النبي يوسف أو (يوزرسيف) في الكبر.
قام بأداء شخصية النبي يوسف عليه السلام في الكبر وكان هذا أول عمل له في مجال التمثيل، كما قام الممثل حسين جعفري بأداء شخصية النبي يوسف في الصغر وكان هذا أيضاً أول عمل له في مجال التمثيل.
اشتهر في إيران وفي دول العالم العربي والإسلامي من خلال مسلسله الأول يوسف الصديق والذي شارك فيه مئات الممثلين وجيش من الكومبارس والفنيين. ومثل ايضا في مسلسل عراقي باللغة العربية وهو المسلسل آمرلي الذي يتحدث عن صمود اهل مدينة آمرلي

## أعماله

### من المسلسلات
- يوسف الصديق.
- در جشم باد.
- جامه دارنر(كشف المستور)
- مسلسل آمرلي

### من الأفلام
- الكابوس.
- كيفر.
- بدرود بغداد.
- بازل.
- اینجا تاریک نیست.
- سبب من.
- باگت.

## روابط خارجية
- سلام هیوری على موقع IMDb (الإنجليزية)
- سلام هیوری على موقع قاعدة بيانات الأفلام العربية
- سلام هیوری على موقع قاعدة بيانات الفيلم (الإنجليزية)